# Dracaena kupensis
Espèce
Statut de conservation UICN

ENB1ab(ii,iii)+2ab(ii,iii) : En danger
Dracaena kupensis Mwachala, Cheek, Eb.Fisch. & Muasya est une espèce de plantes du genre Dracaena, de la famille des Asparagaceae,,. 
C’est une plante endémique du Cameroun. 
Arbrisseau d’environ 0,3 à 0,6 m de haut, on le retrouve dans les forêts primaires et secondaires entre 800 et 1 250 m d’altitude.

## Étymologie
Son épithète spécifique kupensis fait référence au mont Koupé, où il a été observé.